# Die Firma heiratet (1931)
Die Firma heiratet ist eine 1930 entstandene deutsche Filmkomödie des Stummfilmveterans Carl Wilhelm, dessen letzte Inszenierung und einzige Tonfilmregie dies war. Ralph Arthur Roberts und Charlotte Ander spielen die Hauptrollen.

## Handlung
Rittmeister a. D. von Werth ist stiller Teilhaber einer Modefirma namens Goldzahn & Co. und von den antiquierten Geschäftsmethoden des alten Eigners, Herr Goldzahn, alles andere als begeistert. Zwischen den beiden Herren kommt es deswegen und den revolutionierenden Erneuerungsvorschlägen Werths zum Streit, woraufhin Eigner Goldzahn schlussendlich aus seinem eigenen Unternehmen aussteigt. Der pensionierte Rittmeister krempelt fortan das gesamte Geschäft um und bringt zahlreiche neue Ideen ein. Neben dem branchenfremden Eigner wird nun als Gesicht des neuen Modeunternehmens ausgerechnet eine Würstchenverkäuferin eingestellt, die ebenfalls keinerlei Ahnung von der Führung eines Modeunternehmens besitzt. Diese junge Frau heißt Trude, erweist sich als jedoch ziemlich patent und bald auch als unverzichtbar. Als der Chef sich anstatt um die geschäftlichen Belange mehr und mehr um seine Freundin Lissy kümmert, droht der Laden bald den Bach runterzugehen – wäre da Trude nicht …
Im selben Maße, wie sich Rittmeister von Werth aus dem Unternehmen zurückzieht, ergreift die junge Frau das Zepter und hält das Modegeschäft am Laufen. Trudes Engagement zeitigt Erfolg, und so wundert es nicht, dass sie bald zur Ersten Direktrice aufsteigt. Trude ist bei ihren Kollegen sehr beliebt, doch eines Tages begeht sie einen Fehler, als sie mit einem Firmenangestellten, dem Reisenden Philipps, herumpoussiert. Der Lehrling Sally Friedländer erwischt sie dabei und Trudes Schicksal nimmt seinen Lauf. Für die erfolgsverwöhnte Firmenmanagerin wie für ihren Liebhaber bedeutet dies das Ende der Karriere bei von Werth. Zwar versucht daraufhin der alte Mann, dessen Lissy es mit der Treue nicht gerade ernst nimmt, Trude davon zu überzeugen, fortan die Gespielin an seiner Seite zu werden, doch diese lehnt indigniert und entrüstet ab. Als auch Sally das Unternehmen verlässt, steht Werth ohne seine beiden besten Kräfte als Geschäftsmann verloren da. Bald geht der Laden dem Ruin entgegen. Werth gibt klein bei und fragt Trude, ob sie nicht seine Frau werden wolle. Da sie an ihrem vormaligen Chef gefallen gefunden hatte, willigt Trude schließlich ein, und die Firma heiratet.

## Produktionsnotizen
Die Firma heiratet entstand im Oktober/November 1930 und wurde am 3. Januar 1931 in Wien uraufgeführt. Die Berliner Premiere war am 19. Januar 1931. Der Film ist ein leicht verändertes Remake des gleichnamigen Stummfilmlustspiels mit Ernst Lubitsch, das Wilhelm bereits Ende 1913 das erste Mal verfilmt hatte.
Co-Produzent Max Glass übernahm auch die Produktionsleitung. Ernö Metzner entwarf die Filmbauten. Komponist Ernst Steffan übernahm auch die musikalische Leitung und schrieb die Liedtexte. Der 20-jährige Heidelberger Emil Specht gab hier seinen Filmeinstand als Tontechniker.

## Kritiken
Die Wiener Zeitung verriss den Streifen: „… es kamen schon bessere Stücke aus den Berliner Tonfilmateliers, daher soll die mindere Qualität des hier gebotenen nicht als eine Norm betrachtet werden. Bewährte Kräfte … sind hier am Werk, aus dem coupletgeschmückten Lustspiel „Die Firma heiratet“ herauszuholen, was herauszuholen ist, und das ist wenig. (…) Das einzig Positive ist eine gute Darstellung, die ... den an und für sich witzlosen Film wenigstens momentweise auf das Niveau eines unterhaltenden Unsinns zu erheben vermag.“
Die Österreichische Film-Zeitung schrieb: „Es gibt Filmstoffe, die sich durch eine bleibende Zugkraft auszeichnen und deren Wirkungsfähigkeit Jahre, Geschmacks und Modewandlungen überdauert – was aus naheliegenden Gründen bedeutend mehr besagen will als im Falle eines Bühnenstückes. Ein solcher Filmstoff ist „Die Firma heiratet“. Als vor etwa 15 Jahren der stumme Film „Die Firma heiratet“, mit Ernst Lubitsch in der Hauptrolle, erschien, war es sein Riesenerfolg. Dieses Erfolges und seines wirksamen Sujets hat man sich erinnert und letzteres entsprechend renoviert.“